# 麻池
麻池，原湖北长阳土家族自治县下辖乡镇之一，2001年1月5日，长阳土家族自治县对乡镇行政区划作出重大调整，麻池乡与都镇湾镇合并为都镇湾镇，政府驻地为庄溪村。
1930年至1933年，贺龙元帅曾几次到麻池领导红色革命，在麻池建立了长阳苏维埃政权。2009年，长阳土家族自治县政府开始对麻池旧址进行恢复和保护，并命名为麻池古寨。将麻池作为清江画廊景点之一。